# Sekancing
Sekancing is een bestuurslaag in het regentschap Merangin van de provincie Jambi, Indonesië. Sekancing telt 1123 inwoners (volkstelling 2010).